# Regenboogjufferduif
De regenboogjufferduif (Ptilinopus perousii) is een vogel uit de familie Columbidae (duiven).

## Verspreiding en leefgebied
Deze soort komt voor op de Fiji-eilanden, Tonga en Samoa en telt twee ondersoorten:
- P. p. perousii: Samoa.
- P. p. mariae: de Fiji-eilanden en Tonga.